# Asthenotricha dentatissima
Asthenotricha dentatissima là một loài bướm đêm trong họ Geometridae.